# Blom (Guinea-Bissau)
Blom ist ein Dorf (Tabanca) im Westen Guinea-Bissaus. Es liegt im Verwaltungssektor von Safim und hat 797 Einwohner (Stand 2009).
Im benachbarten Sektor Quinhamel liegen drei Dörfer gleichen Namens mit 610, 781 und 745 Einwohnern (Stand 2009).

## Persönlichkeiten
- José Lampra Cà (* 1964), römisch-katholischer Geistlicher, Bischof von Bissau